# Hypolamprus subrosealis
Hypolamprus subrosealis is een vlinder uit de familie van de venstervlekjes (Thyrididae). De wetenschappelijke naam van de soort is voor het eerst geldig gepubliceerd in 1889 door John Henry Leech.